# Elman Rogers Service
Elman Rogers Service (ur. 18 maja 1915 w Tecumseh (Michigan), zm. 14 listopada 1996w Santa Barbara (Kalifornia)) – amerykański antropolog kulturowy, reprezentant neoewolucjonizmu.

## Życiorys
Studiował na Uniwersytecie Michigan, następnie uzyskał doktorat z antropologii na Uniwersytecie Columbia w roku 1951, po czym powrócił na Uniwersytet Michigan, gdzie pracował do 1969 roku. Później uczył na Uniwersytecie Kalifornijskim w Santa Barbara.
Zainteresowania: ewolucja kulturowa, antropologia polityczna, indiańska Ameryka Łacińska. Badania terenowe prowadził w Paragwaju, Ameryce Łacińskiej i na Karaibach.
E.R. Service oraz Marshall Sahlins to autorzy podziału społeczeństw na cztery stadia rozwojowe bądź typy: horda (ang. band, w starszej literaturze przedmiotu tłumaczone także jako gromada), plemię, wodzostwo (ang. chiefdom, w starszej literaturze przedmiotu tłumaczone czasami jako szczep) i państwo.

## Książki
- Tobati: Paraguayan Town (1954)
- A Profile of Primitive Culture (1958)
- Evolution and Culture (red. wraz z: Marshall Sahlins) (1960)
- Primitive Social Organization (1962)
- Profiles in Ethnology (1963)
- The Hunters (1966)
- Cultural Evolutionism (1971)
- Origins of the State and Civilization (1975)
- A Century of Controversy, Ethnological Issues from 1860 to 1960 (1985)